# Philip Rosseter
Philip Rosseter est un luthiste, compositeur et directeur de théâtre anglais, né en 1568 et décédé à Londres le 5 mai 1623.

## Biographie
On ne sait rien de la formation et de l’éducation musicale de Philip Rosseter.
En 1601, paraît son Booke of Ayres dont une moitié renferme des chansons de son ami Thomas Campion et l’autre ses propres chansons.
Philip Rosseter fut engagé comme luthiste à la cour de James Ier à partir de 1603, poste qu’il conservera jusqu’à sa mort.
En 1609, il fait publier ses Lessons for Consort et, par ailleurs, s’associe à un certain Robert Keysar pour diriger une compagnie de jeunes acteurs – connue à l’époque sous le nom de Children of Whitefriars – qui présente cinq pièces à la cour durant l’hiver 1609-1610. Cette aventure théâtrale cessa en 1617.
Pour le luth, Rosseter composa une dizaine d’œuvres dont seulement trois, des gaillardes, furent publiées dans A New Booke of Tabliture (1596) de William Barley. L’une de ces gaillardes fut transcrite pour clavier par Giles Farnaby et incluse dans le Fitzwilliam Virginal Book.

## Œuvres[3]
- A Booke of Ayres, set foorth to be song to the Lute, Orpharian, and Base Violl (éd. Londres, 1601 / rééd. 1970; éd. E.H. Fellowes, Londres, 1966).
- Lessons for Consort (éd. Londres, 1609 – incomplet).
- Musique pour le luth
  - 2 Pavanes & 2 gaillardes
  - 2 Pavanes
  - 3 Gaillardes
  - The Countesse of Sussex galliard